# Kanał Nidzki
Kanał Nidzki – kanał mazurski, łączący Jezioro Nidzkie z Guzianką Wielką. Przechodzi przez niego droga z Rucianego-Nidy do Węgorzewa (przez Mikołajki i Giżycko). Jest najkrótszym kanałem na szlaku Wielkich Jezior Mazurskich, na równi z kanałem Sztynorckim.
Kanał został wykopany i oddany do użytku w 1766 roku. W 1854 roku, na parowcu „Masovia”, kanałem przepłynął król Prus Fryderyk Wilhelm IV.
Kanał ma 170 metrów długości. Zgodnie z Rozporządzeniem Rady Ministrów z 2002 r. ws. klasyfikacji śródlądowych dróg wodnych, kanał ma klasę żeglowną Ia. Na Mapie Podziału Hydrograficznego Polski kanał jest odcinkiem Wiartelnicy o identyfikatorze cieku 86325 oraz identyfikatorze MPHP10 264327. Z kolei w planie gospodarowania wodami na obszarze dorzecza Wisły z 2011 został włączony do naturalnej jednolitej części wód PLRW20002526434 (Nidka (Wigrynia) do wpływu do jez. Bełdany z jez. Nidzkie, Jaśkowo, Wiartel i dopływami, Równocześnie prawie cały kanał leży w obrębie jeziornej jednolitej części wód PLLW30179 (Nidzkie), z wyjątkiem najbardziej wysuniętego na północny wschód fragmentu zaliczonego do PLLW30183 (Guzianka Duża (Guzianka Wielka)). 

## Okolice

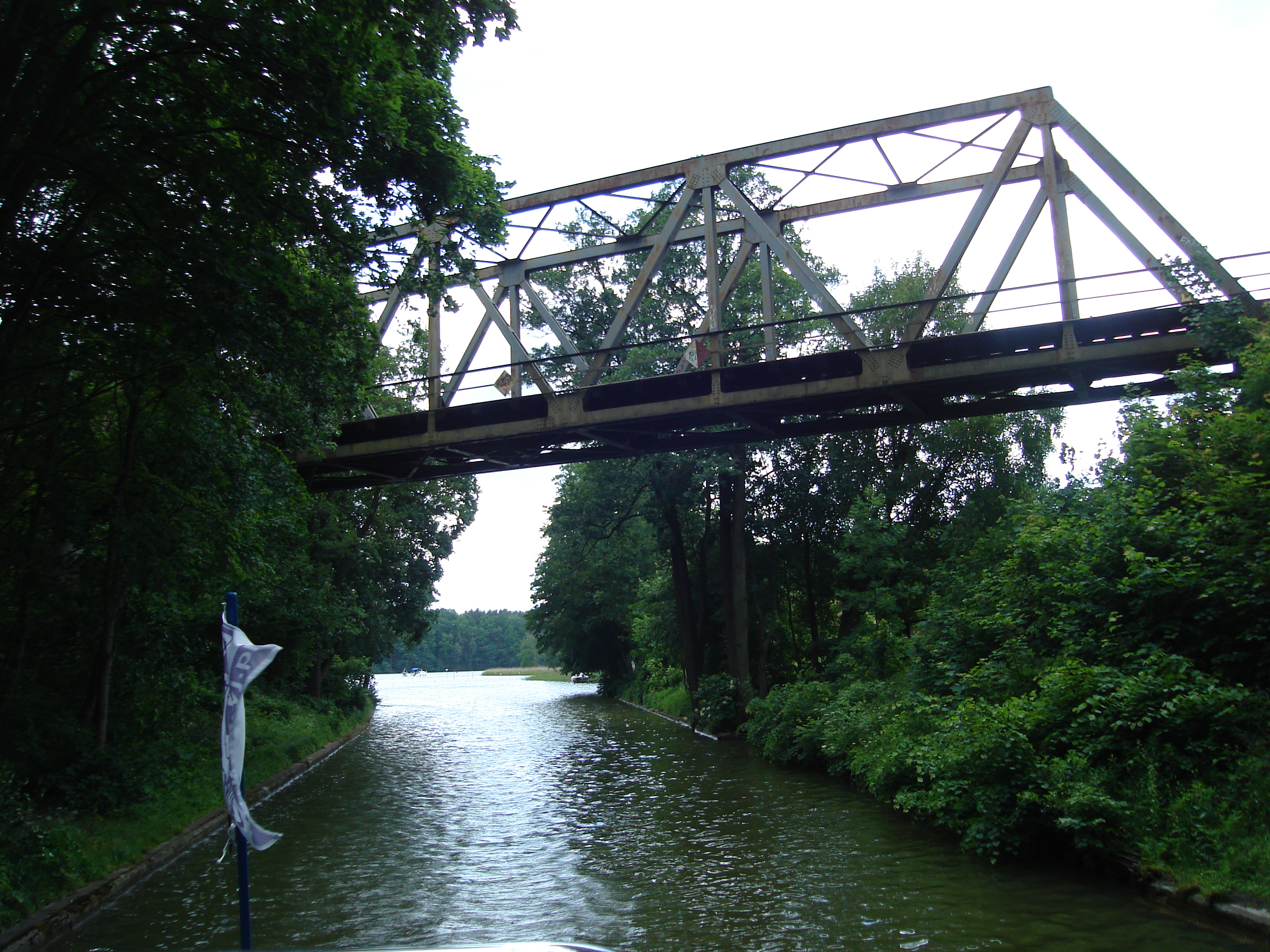
Most kolejowy nad kanałem, widok w stronę Jeziora Nidzkiego

Nad kanałem przebiegają dwa mosty (kolejowy (linia Szczytno–Pisz) i drogowy (szosa Ruciane-Nida–Pisz)) oraz linie wysokiego napięcia.
Na zachodnim brzegu kanału znajduje się dobrze zachowany trójkondygnacyjny bunkier wieżowy, który wybudowano w 1905 roku. W przeszłości stanowił on stanowisko dwóch karabinów maszynowych.